# Resolutie 216 Veiligheidsraad Verenigde Naties
Resolutie 216 van de Veiligheidsraad van de Verenigde Naties werd aangenomen op 12 november 1965, op de 1258e vergadering van de Raad. Frankrijk onthield zich van stemming.

## Achtergrond
Op 11 november 1965 riep de blanke regering onder leiding van Ian Smith de onafhankelijkheid uit van de Republiek Rhodesië. Er kwam gewapend verzet van de zwarte bevolking via de Zimbabwe Afrikaanse Volksunie (ZAPU) en de Zimbabwe Afrikaanse Nationale Unie (ZANU).

## Inhoud
De Veiligheidsraad besloot de eenzijdige onafhankelijkheidsverklaring van een racistische minderheid in Zuid-Rhodesië te veroordelen. Ook besloot de Veiligheidsraad alle lidstaten op te roepen om het regime niet te erkennen en geen steun te verlenen.

## Verwante resoluties
- Resolutie 202 Veiligheidsraad Verenigde Naties
- Resolutie 217 Veiligheidsraad Verenigde Naties
- Resolutie 221 Veiligheidsraad Verenigde Naties

Lijst ·  200 ·  201 ·  202 ·  203 ·  204 ·  205 ·  206 ·  207 ·  208 ·  209 ·  210 ·  211 ·  212 ·  213 ·  214 ·  215 ·  216 ·  217 ·  218 ·  219